# Carlos Johnson (Leichtathlet)
Carlos Augusto Johnson (* 7. Juni 1997) ist ein argentinischer Leichtathlet, der sich auf den Hindernislauf spezialisiert hat.

## Sportliche Laufbahn
Erste internationale Erfahrungen sammelte Carlos Johnson im Jahr 2019, als er bei der Sommer-Universiade in Neapel mit 9:28,77 min im Vorlauf über 3000 m Hindernis ausschied. 2021 gelangte er bei den Südamerikameisterschaften in Guayaquil mit 9:24,94 min auf den zehnten Platz und 2023 wurde er bei den Südamerikameisterschaften in São Paulo in 9:48,28 min Neunter. Im Jahr darauf erreichte er bei den Ibero-Amerikanischen Meisterschaften in Cuiabá mit 9:11,15 min den neunten Platz und 2025 belegte er bei den Südamerikameisterschaften in Mar del Plata in 9:03,66 min den fünften Platz.
In den Jahren 2021 und von 2023 bis 2025 wurde Johnson argentinischer Meister im 3000-Meter-Hindernislauf.

## Persönliche Bestleistungen
- 3000 m Hindernis: 8:52,38 min, 13. April 2024 in Mar del Plata